# Maxim's Caterers Limited

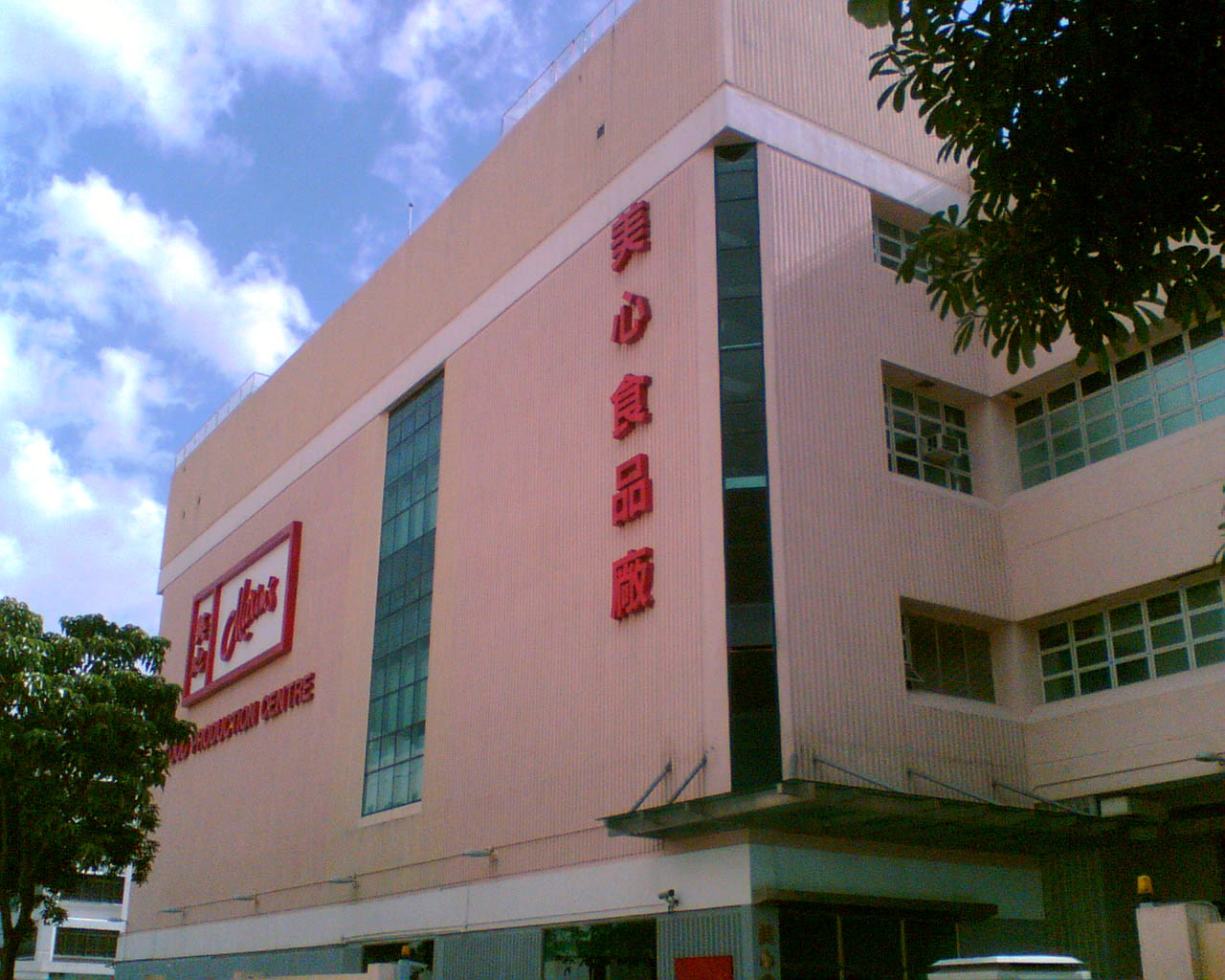
Maxim's Food Production Centre in Hong Kong's Tai Po Industrial Estate.

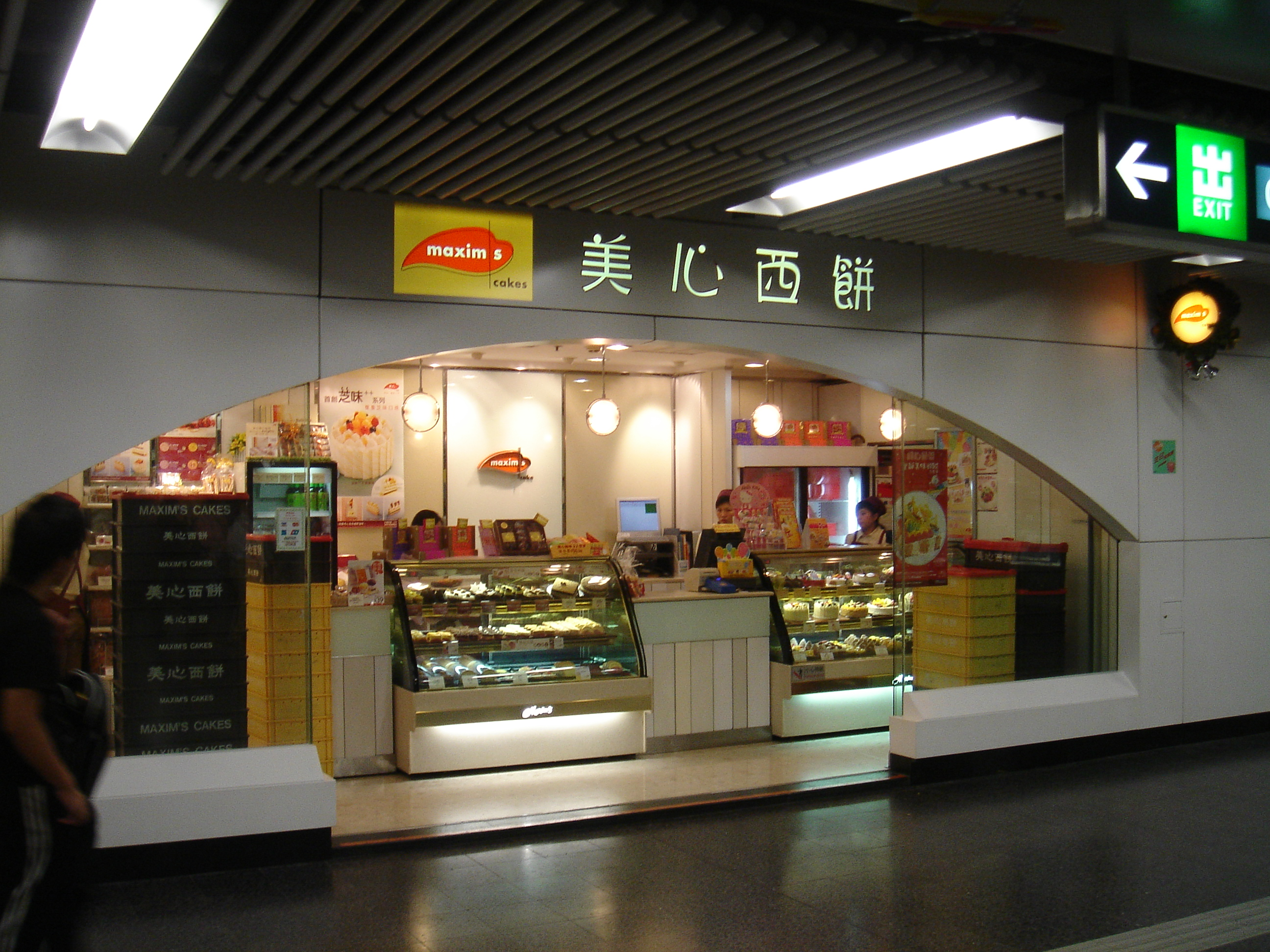
Maxim's Cakes can be commonly found in MTR stations.

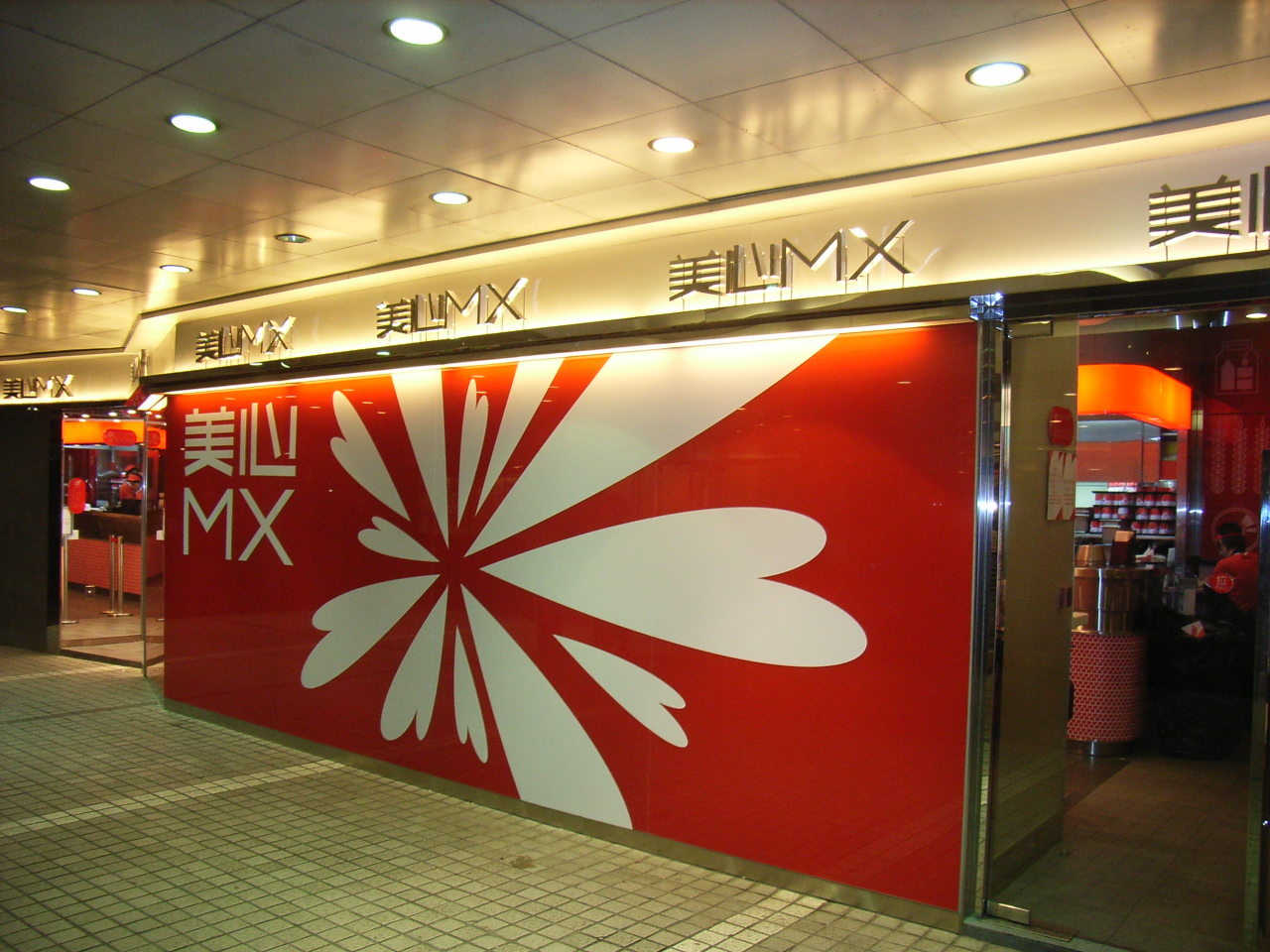
Maxim's MX - Fast food outlet.

Maxim's Caterers Limited, conocida en China como Maxim's, nombre usurpado a un célebre restaurante parisino, es la mayor cadena de restaurantes de bebidas y alimentos de Hong Kong. Fundada en la década de 1950 por los hermanos ST Y James T. Wu y otros accionistas, la compañía posee una amplia gama puntos de venta de alimentos, incluidas las panaderías, tiendas de comida rápida y restaurantes que ofrecen una variedad de chino, japonés, el sudeste de Asia Occidental y cocinas. La compañía también proporciona servicios de restauración específicas a las empresas industriales y comerciales, así como las escuelas y los hospitales en todo Hong Kong. Además, Maxim's Caterers Limited es un socio con Starbucks Coffee International, en el funcionamiento de los puntos de venta en Hong Kong, Macao, Shenzhen y Cantón. El 50% de al empresa es de propiedad de Dairy Farm International Holdings Limited.
En la actualidad, Maxim's Caterers Limited opera más de 420 sucursales, emplea a 12800 personas y atienden a más de 480000 clientes por día. En lo que respecta a su amplia gama de servicios de restauración, Maxim's Caterers Limited también ofrece una serie de productos hechos a la medida específica para festivales, en particular mooncakes durante el período previo al Festival del Medio Otoño, Nian gao o pasteles de arroz glutinoso en el Año Nuevo chino, Asado y pavos en Navidad. Los Maxim's mooncakes han sido galardonados con la "Q-Mark" certificado de excelencia junto con una aprobación internacional HACCP (Análisis de Peligros y Puntos Críticos de Control) que confirmó su calidad. Por cierto, se ha logrado el más alto volumen de ventas de mooncake en Hong Kong que cualquier proveedor de los últimos nueve años (1998-2006).
Según la empresa, su objetivo oficial es ser una "empresa de tres beneficios" ( "三益公司" en chino), los "tres beneficios" se refieren a los empleados, el cliente y el empresario - los tres son igualmente bien atendidos por la empresa.

## Historia
Maxim's Caterers Limited comenzó a desarrollarse en la década de 1950 bajo el nombre de "Hong Kong Caterers". En diciembre de 1956, Maxim's Caterers Limited abrió su primer restaurante y club nocturno (que ofrece cocina francesa) en el sótano del antiguo edificio de Lane Crawford (en la actualidad el sitio de El Landmark). Resultó un éxito inmediato y pronto se convirtió en Hong Kong la primera noche en la recolección in situ. El mundialmente famoso grupo de rock and roll Platters actuó en la apertura del restaurante, y en 1960 Los Beatles también realizó allí durante una visita a Hong Kong.
A mediados de los años 1960, con la apertura de nuevos lugares de vida nocturna en la forma del Mandarín Oriental y específicamente en los hoteles Hilton, ST Y James T. Wu convirtió sus puntos de venta en Maxim's Caterers Limited en una gran gama de tiendas de café y a ´çesto se le suma la apertura de 20 sucursales en un plazo de dos años. El primero restaurante de Maxim's Caterers Limited fue abierto en 1966 en Tsim Sha Tsui's Ocean Terminal, junto a un gran éxito del restaurante Maxim llamado "Maxim's Boulevard" en ese momento.
En 1970, Maxim's Caterers Limited nombró Annie Wu SC para llevar su servicio de cáterin para la Expo'70 de Osaka bajo la bandera de "Jade Garden", que proporciona el Pabellón de Hong Kong con el clásico delicias cantonés, como el Dim Sum. Jade Garden ha ganado varios reconocimientos por sus servicios, y dentro del próximo año, el primer restaurante Maxim's Caterers en China, también llamado "Jade Garden", fue inaugurada en el cuarto piso de Tsim Sha Tsui Star's House. Nuevos caminos para un nuevo enfoque de gestión de la "comida china con las normas occidentales de servicio", y tomando la iniciativa en la adopción de modernas, totalmente basados en el prácticas de contratación, Jade Garden hizo más que estar a la altura de las expectativas creadas en la Expo'70. En vista de este éxito, pronto siguieron desarrollando a los restaurantes cantoneses. Estos incluyen chino Restaurante Maxim's Caterers, Maxim's Palace, Serenade Restaurante chino Guangzhou y Jardín, entre otros.
Entre 1970 y 1980, Maxim's Caterers Limited fue ampliado para incluir marcas que sirve para la cocina regional de distintas partes de China. Los ejemplos incluyen Chiuchow Jardín, Peking Garden, Hunan y Sichuan Jardín Jardín. Al mismo tiempo, la compañía fue la primera en Hong Kong para el uso de carne de vacuno de Kobe.
En 1980, cuando se abrieron los vuelos entre China y los Estados Unidos, la Administración de Aviación Civil de China (CAAC) se dio cuenta de que había un problema - no ha habido ningún precedente de cáterin aéreo acuerdos con empresas americanas. La filial de Hong Kong de la Agencia de Noticias Xinhua rápidamente recomendó a la CCAA, pero esta propuesta sino de empresas extranjeras, trajo en cuanto a ciertas dificultades. Al fin y al cabo la CCAA pide asesoramiento del Gobierno Central líder, Deng Xiaoping, a las que éste respondió: "¿saber cómo hacer el pan? ¡Si lo hace luego dejé que hacerlo!" Como resultado de ello, Maxim's Caterers obtuvo el derecho a gestionar la CCAA de alimentos de las operaciones, convirtiéndose en la primera empresa mixta que gana el codiciado número de licencia 001.
En 1982, Maxim's Cakes ha abierto nuevas sucursales, empujando nuevas fronteras. Para 1988, todos en la estación de Kowloon-Canton Railway (KCR) también tiene una sucursal.
En 1986, la mitad de las acciones de la empresa fueron vendidas a Grupo Jardine, pero la familia Wu todavía poseían el derecho de tomar decisiones estratégicas y esta situación se ha mantenido hasta ahora. Como consecuencia de ello, varias ramas de Maxim de diversas marcas y restaurantes se han abierto en Hong Kong propiedades de la tierra, como Jardine House, The Landmark, Exchange Square y el Centro Mundial de Comercio (Hong Kong), impulsar el rápido crecimiento.
En 1992, Maxim's Caterers Limited trató de ampliar hacia el norte de Cantón, pero como las condiciones del mercado no eran maduros, la empresa se retiró. Un miembro de la tercera generación de la familia Wu, Michael Wu, Maxim's Group entró a la edad de 21.
En 1998, Maxim's Caterers lanzó una nueva serie restaurante llamado max Conceptos, que gestiona marcas como restaurante MAX, Cellini, la Meca, Basil Thai, comer más, Mezz, café Landmark (antiguamente La Terraza) y Emporio Armani Caffé. Como complemento de esta nueva ola de restaurantes contemporáneo son revolucionarios modernos restaurantes japoneses Kiku y Miso. Maxim de la actual gama de restaurantes chinos también fueron actualizados con nuevos e innovadores platos y el comedor son ambientes también renovado con el estado del arte de la decoración y los utensilios.
En enero de 1999, como una Hello Kitty barrió a través de Hong Kong, generándose ganancias multimillonarias. Después de este suceso, Maxim's Caterers se asoció con Sanrio y abrió tres ramas de la nueva Hello Kitty Café en Tsuen Wan y Kowloon. Después de la locura pasado, Maxim de no continuar su asociación con Sanrio y los tres poderes se cerraron. En julio de ese mismo año, Maxim's Caterers Restaurant y Café Yoyo en Causeway Bay de Hong Kong (sobre Yee Wo Street) se cerraron. El sitio en el que anteriormente era ahora Causeway Place.
En el año 2000, Michael Wu, de Maxim's Caterers, se convirtió en un miembro de la junta directiva y gerente general. Maxim's Caterers abrió una Ultraman Shatin Café en la Plaza de Ciudad Nueva, que luego fue convertido en un restaurante de Beijing después de dos años de funcionamiento. En mayo, Maxim de éxito, Starbucks Coffee a la cultura de Hong Kong, la asociación con Starbucks Coffee International, Inc para formar Café Conceptos Ltd. Dentro de los dos primeros meses de funcionamiento, los puntos de venta de Starbucks ya obtener una ganancia. En el plazo de dos años, 30 nuevas sucursales se abrieron en todo Hong Kong, a finales de 2002 y ampliado a Starbucks Shenzhen y Macao. La revista de viajes Condé Nast Traveler llamado Basil Thai como uno de los "World's 60 Best New Restaurants".
En 2002, para celebrar el 40 aniversario del Hong Kong City Hall, el edificio de la comida (todo ello gestionado por Maxim's Caterers Limited) fueron sometidos a una renovación a gran escala. Foyer Bar se convirtió en Deli & Wine, se convirtió en el Café Teatro Maxim's Restaurant, y la firma Maxim's Caterers Restaurant se convirtió en Maxim's Palace.
En 2003, el cofundador de Maxim's Caterers Limited S.T. Wu murió a la edad de 92 años. En el mismo año, Maxim's Cakes lanzado una nueva marca, simplemente pan, y de Peking Garden en la Casa Central de Alexandra se reabrió después de más de un año de renovación. Diseñada por un arquitecto chileno, el renovado Jardín de Pekín destaca por su eclecticismo, la detención de bronce y decorado con toques de madera oscura y paredes pintadas un inconfundible Latina tonalidades de rojo. Con la propagación de la epidemia de SRAS en Hong Kong, Maxim de negocio se redujo en un 40%, pero las empresas en sus tiendas de café y panadería y en realidad el aumento de los beneficios se hicieron en estos sectores.
Desde entonces, Maxim's Caterers Limited ha continuado ampliando sus operaciones. En 2004, un nuevo restaurante de corriente, papel de arroz, se abrió, anunciando una nueva ola de francés-vietnamita restaurantes. Durante el mismo año, Maxim's Comida Rápida comenzó a producir comidas preparadas y aperitivos que se venden en los supermercados Wellcome y 7-11. Cuando Starbucks Coffee celebró su quinto año de funcionamiento en Hong Kong en mayo de 2005, había ya 50 sucursales en todo el SAR, lo cual supera con mucho la cantidad necesaria se indica en el contrato de asociación.
A partir de 2007, ha habido tres nuevas incorporaciones a Maxim's Group. Maxim's Genki Sushi compró a principios de 2006 una parte de la empresa, y la empresa presentó el reconocido restaurante del Primer Lawry's Rib a Hong Kong el mismo año. Maxim's Caterers también ha formado un equipo con famoso chef australiano Geoff Lindsay, la creación de la Perla en el restaurante Pico en el recientemente renovado Peak Tower.

## Curiosidades
- Para celebrar el 50.º aniversario de la fundación de Maxim's Caterers Limited, empresa presidente James T Wu invitó a todos los 12.800 empleados de la compañía a un banquete de comida en noviembre de 2006. 800 personas fueron servidos en cada banquete, que tuvo lugar cuatro veces al día para la ocasión. Según el South China Morning Post, que tuvo no menos de cuatro días y 16 fiestas para alimentar a todos.

- Maxim de éxito en Hong Kong dio lugar a la creación de una panadería china del mismo nombre en Vancouver, Canadá. Actualmente es la mayor cadena de panaderías chino en la ciudad.

- Maxim's Caterers lleva el nombre del parisino restaurante Maxim's, de París.

## Lugares
- Cocina cantonesa
  - 8 Felicidad
  - Jade Garden
  - Maxim's Restaurante chino
  - Maxim's Restaurant Golden Corte
  - Maxim's Palace
  - Serenata restaurante chino
- Regional de cocina china
  - China Perfume
  - China Roja
  - Festiva China
  - Hunan Garden Restaurant
  - Peking Garden Restaurant
  - Shanghái restaurante en el jardín
  - Sichuan restaurante en el jardín
  - Chiuchow restaurante en el jardín
- Maxim's Mooncakes
- Pasteles / panaderías
  - Maxim's Cakes
  - Maxim's Deluxe
  - Simplemente pan
- Ciudad de México
  - Café Express
  - Can.teen
  - Deli-O
  - Maxim's Delight
  - Maxim's Express
  - Maxim's Comida Rápida
  - Maxim's MX
  - Qian Bai Shao Wei
- Servicios de cáterin
  - Hong Kong Disneyland Inicio mercado panadería
  - Hong Kong Disneyland Plaza Inn
  - Holandés cocina Ltd
  - Hearty Meal
- Starbucks Coffee
- Genki Sushi
  - Sen-ryo
- M.a.x. Conceptos
  - Café Landmark
  - Café Muse
  - Deli & Vino
  - Comer más
  - Encore
  - CAD
  - Kiku
  -  Lawry's The Prime Rib
  - LIAN
  - Poco Basilio
  - Maxim's Restaurant
  - Mezz
  - Miso
  - Pearl en el pico
  - Papel de arroz
  - Simplemente tailandés
  - Basil Thai
  - Guangzhou Garden
  - Hoi Yat Heen
  - Jade
  - El Jade
  - Jasmine
  - JASMINE
  - La Plaza